# 南苏门答腊国

南苏门答腊国国旗

南苏门答腊国在印度尼西亚联邦共和国的位置

南苏门答腊国是1948年8月30日荷兰在苏门答腊岛南部建立一个政治实体，作为荷兰在印度尼西亚独立战争期间试图重建的荷属东印度殖民地的一部分。1949年，成为印度尼西亚联邦共和国成员国。1950年3月24日，并入印度尼西亚共和国。